# Ферт (Айдахо)
Ферт (англ. Firth) — город в округе Бингем, штат Айдахо. Население по данным на 2022 год составляло 539 человек. Ферт расположен на восточной стороне реки Снейк, напротив гор Блэкфут.

## История
Ферт возник как поселение шведских эмигрантов в 1885 году. Он был назван в честь Лоренцо Дж. Ферта (англ. Lorenzo J. Firth), английского эмигранта, который дал землю под дом участка железной дороги и резервуар для воды; железная дорога назвала станцию в его честь в 1903 году. Почтовое отделение было основано в 1905 году.

## Демография
| Год переписи                    | Нас. |       | %±    |
| ------------------------------- | ---- | ----- | ----- |
| 1930                            | 236  |       | —     |
| 1940                            | 242  |       | 2,5%  |
| 1950                            | 293  |       | 21,1% |
| 1960                            | 322  |       | 9,9%  |
| 1970                            | 362  |       | 12,4% |
| 1980                            | 460  |       | 27,1% |
| 1990                            | 429  |       | −6,7% |
| 2000                            | 408  |       | −4,9% |
| 2010                            | 477  |       | 16,9% |
| 2022                            | 539  | [ 1 ] | 13%   |
| 1930–2022 U.S. Decennial Census |      |       |       |

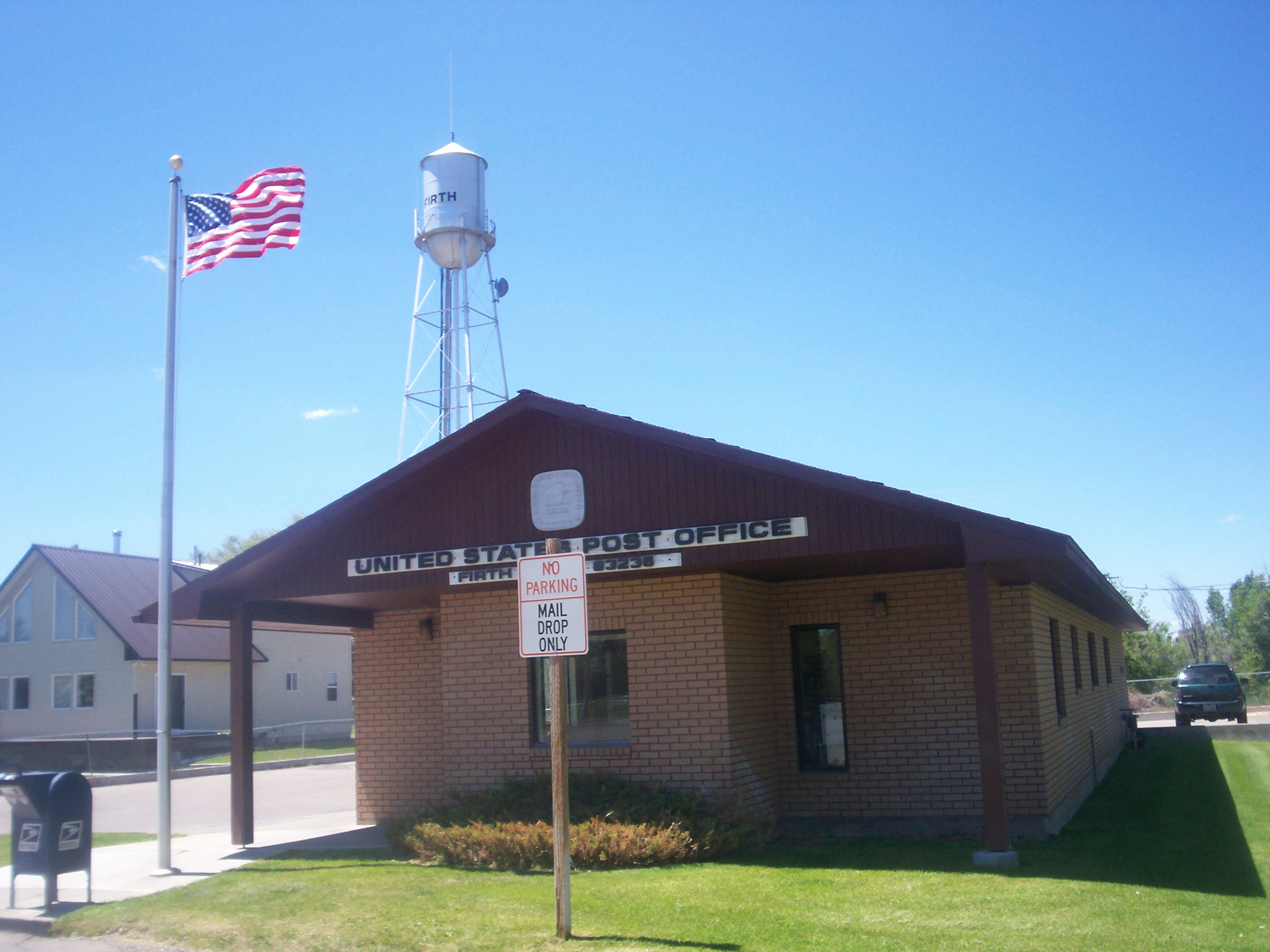
Почтамт и водонапорная башня

По переписи 2010 года в городе проживало 477 человек в составе 168 домашних хозяйств, 121 семья. Плотность населения составляла 341 человек на км². Было 173 единицы жилья со средней плотностью 123 человека на км². Из 168 домохозяйств в 42,3 % проживали дети в возрасте до 18 лет, 57,1 % были супружескими парами, проживающими вместе, в 10,7 % проживала женщина без мужа, в 4,2 % проживал мужчина без жены и 28,0 % были не семейными. 26,2 % домохозяйств состояли из одного человека, а 14,3 % — из одного человека в возрасте 65 лет и старше. Средний размер домохозяйства составлял 2,84 человека, а средний размер семьи — 3,45 человека.
Средний возраст составил 31,4 года. 31,4 % жителей были моложе 18 лет; 8,4 % были в возрасте от 18 до 24 лет; 24,7 % были в возрасте от 25 до 44 лет; 23,1 % были в возрасте от 45 до 64 лет; и 12,2 % были в возрасте 65 лет и старше. Гендерный состав города был 50,5 % мужчин и 49,5 % женщин.
Средний доход домохозяйств Ферта в 2010 составлял 23 239 долларов, средний доход семьи — 27 500 долларов. Средний годовой доход для мужчин составлял 27 292 долларов, при 17 917 долларов у женщин. Доход на душу населения составил 10 458 долларов. Около 20 % семей и 25,7 % населения находились за чертой бедности, в том числе 39,8 % лиц в возрасте до 18 лет и 15,3 % лиц в возрасте 65 лет и старше.
Расовый состав
- Белые — 79,5 %
- Афроамериканцы — 0,1 %
- Коренные американцы — 2,1 %
- Азиаты — 0,7 %
- Латиноамериканцы — 2,6 %
- Две и более расы — 3,6 %
- Прочие расы — 14,5 %